# Modschtaba Chamenei

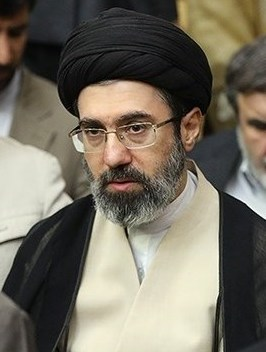
Modschtaba Chamenei (2017)

Modschtaba Hosseini Chamenei (offiziell Hodschatoleslam Seyyed Modschtaba Chamene’i, persisch سید مجتبی حسینی خامنه‌ای; geboren 8. September 1969 in Meschhed) ist ein iranischer schiitischer Geistlicher und zweiter Sohn von Ali Chamenei, dem „Obersten Führer des Iran“. Er wurde bereits vor 2019 als möglicher Kandidat für die Präsidentschaftswahl betrachtet und galt als konservativ und regimetreu, mit guten Beziehungen zu den iranischen Sicherheitskräften.
Berichten zufolge übernahm er u. a. die direkte Kontrolle über die Basidsch-Miliz sowie des Ministerium für Nachrichtenwesen (VEVAK), die zur Unterdrückung der Proteste bei der Wahl 2009 mit repressiven Aktivitäten beteiligt waren.
Chamenei wurde nach dem Tod des Präsidenten Irans Ebrahim Raisis am 19. Mai 2024 von verschiedenen Medien als möglicher Nachfolger seines Vaters als „Oberster Führer des Iran“ gehandelt.

## Privates
Modschtaba Chameneis Mutter ist Mansureh Chodschasteh Bagherzadeh. Er hat drei Brüder (vom ältesten bis zum jüngsten: Mostafa, Mohsen Massud und Meysam), die außer dem jüngsten ebenfalls Kleriker sind, und zwei Schwestern (Baschri und Hoda).
Nachdem Modschtaba Chamenei das Alavi-Institut (persisch: موسسه فرهنگی علوی), eine islamische Oberschule in Teheran, abgeschlossen hatte, nahm er mit 18 Jahren am Ersten Golfkrieg gegen den Irak teil.
Modschtaba ist mit der Tochter von Gholam Ali Haddad-Adel verheiratet, einem konservativen Hardliner und Professor für islamische Philosophie und Sprecher des Madschlis.